# 道の駅てんのう
道の駅てんのう（みちのえき てんのう）は、秋田県潟上市にある秋田県道56号秋田天王線の道の駅である。愛称は天王グリーンランド、夢と神話の里。

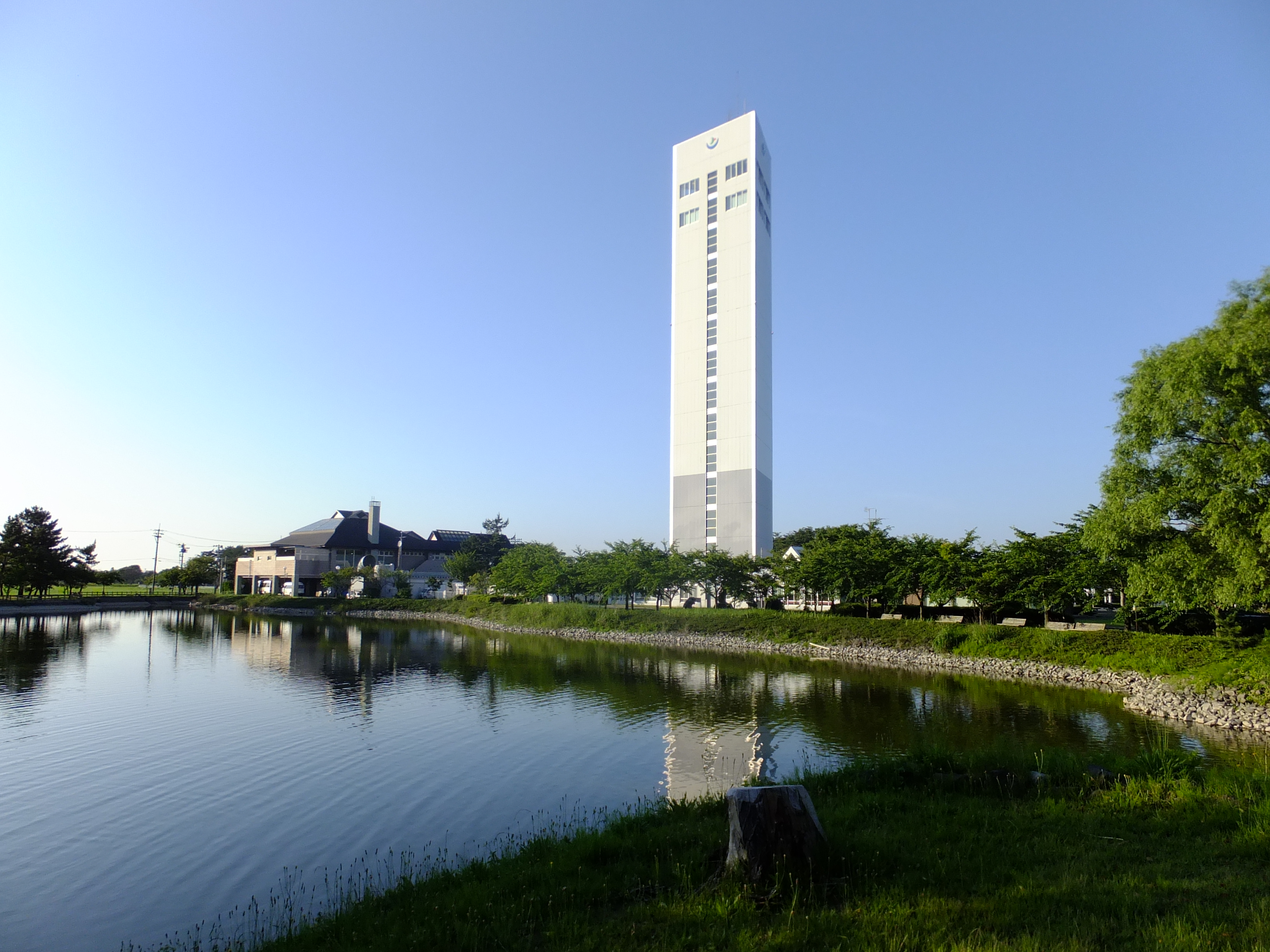
池のほとりに立つ天王スカイタワー

## 施設
- 駐車場
  - 普通車：582台
  - 大型車：14台
  - 身障者用：9台
- トイレ（いずれも24時間利用可能）
  - 43器 冷暖房完備
- バリアフリー設備
  - トイレ・駐車場・スロープ
- 公衆電話：2台
- 店舗・売店
  - 食菜館くらら（農産物・特産品直売）
  - ドリームショップくらかけ（土産物）
  - 地魚工房えがわ (鮮魚)
- レストラン
  - レストランくらら
  - レストランなっぱ・はうす
  - そば屋 八兵衛
  - 宴会 天王温泉くらら
- 温泉
  - 日帰り入浴 天王温泉くらら
- 秋田県フットボールセンター
- 天王スカイタワー（1991年4月開業、全高59.8m、展望59.8m）[1]

開業当時にはジェットコースターやゴーカートなどの遊園地も存在していた。

## 休館日
- 展望台：12月29日 - 1月3日
- 温泉施設：第2月曜日（祝日の場合は、翌平日）[2]

## アクセス
- 秋田県道56号秋田天王線 - 登録路線
- 国道101号
- 秋田県道403号秋田男鹿自転車道線

## 周辺
- JR男鹿線 出戸浜駅、上二田駅
- 出戸浜海水浴場
- 潟上市役所